# Ilaria Venturini Fendi
Ilaria Venturini Fendi (Rome, 7 april 1966) is een Italiaans ondernemer en modeontwerpster. 

## Biografie
Ilaria Venturini Fendi is de kleindochter van Adele Casagrande en Edoardo Fendi en dochter Anna Fendi. Ze studeerde Istituto Europeo di Design (IED) en ging aan de slag binnen de modewereld waaronder bij Chanel (Karl Lagerfeld) te Parijs. Later werkte ze in het familiebedrijf als creatief directeur accessoires. Deze functie behield ze bij de overname door de Franse groep LVMH. In 2003 verliet ze de modewereld en begon een bioboerderij (I Casali del Pino). Door verdieping in de milieu en duurzaam vraagstukken en uitdagingen kreeg ze het idee om een duurzame modelijn te ontwikkelen gemaakt uit hergebruikte materialen. 
In 2006 ontstond hieruit haar duurzame mode- en designmerk Carmina Campus bestaande uit handtassen, accessoires en designvoorwerpen.

## Erkentelijkheden (selectie)
- 2010 - Premio Anter come imprenditrice di moda sostenibile, (Firenze)
- 2011 - World Fashion Grand Prize for Ethical Fashion Design istituito da Fashion4Development Program, (Seoul)
- 2012 - Excellence in ethical business, (Dallas)
- 2013 - Premio Marisa Bellisario "Donne ad alta quota" - Mela d'oro Moda, Arte e Design, (Rome)
- 2017 - ADI Social Design Award, (Milaan)